# Округ Монтгомери (Канзас)
Округ Монтгомери (енгл. Montgomery County) је округ у америчкој савезној држави Канзас. По попису из 2010. године број становника је 35.471. Седиште округа је град Индепенденс.

## Демографија
Према попису становништва из 2010. у округу је живело 35.471 становника, што је 781 (2,2%) становника мање него 2000. године.
| Група             | 2000.          | 2010.          |
| Белци             | 30.615 (84,5%) | 28.712 (80,9%) |
| Афроамериканци    | 2.199 (6,1%)   | 2.059 (5,8%)   |
| Азијати           | 172 (0,5%)     | 205 (0,6%)     |
| Хиспаноамериканци | 1.118 (3,1%)   | 1.844 (5,2%)   |
| Укупно            | 36.252         | 35.471         |